# Manuel de Larra Churriguera
Manuel de Larra Churriguera (ou Manuel de Lara Churriguera), architecte et sculpteur espagnol originaire de Salamanque du XVIIIe siècle, né à Madrid vers 1690, et mort à Salamanque en 1755.
Il était le fils aîné de Mariana de Churriguera, sœur de José Benito de Churriguera, Joaquín de Churriguera et Alberto de Churriguera, et du sculpteur de Salamanque José de Larra Domínguez (vers 1665-1739).

## Biographie

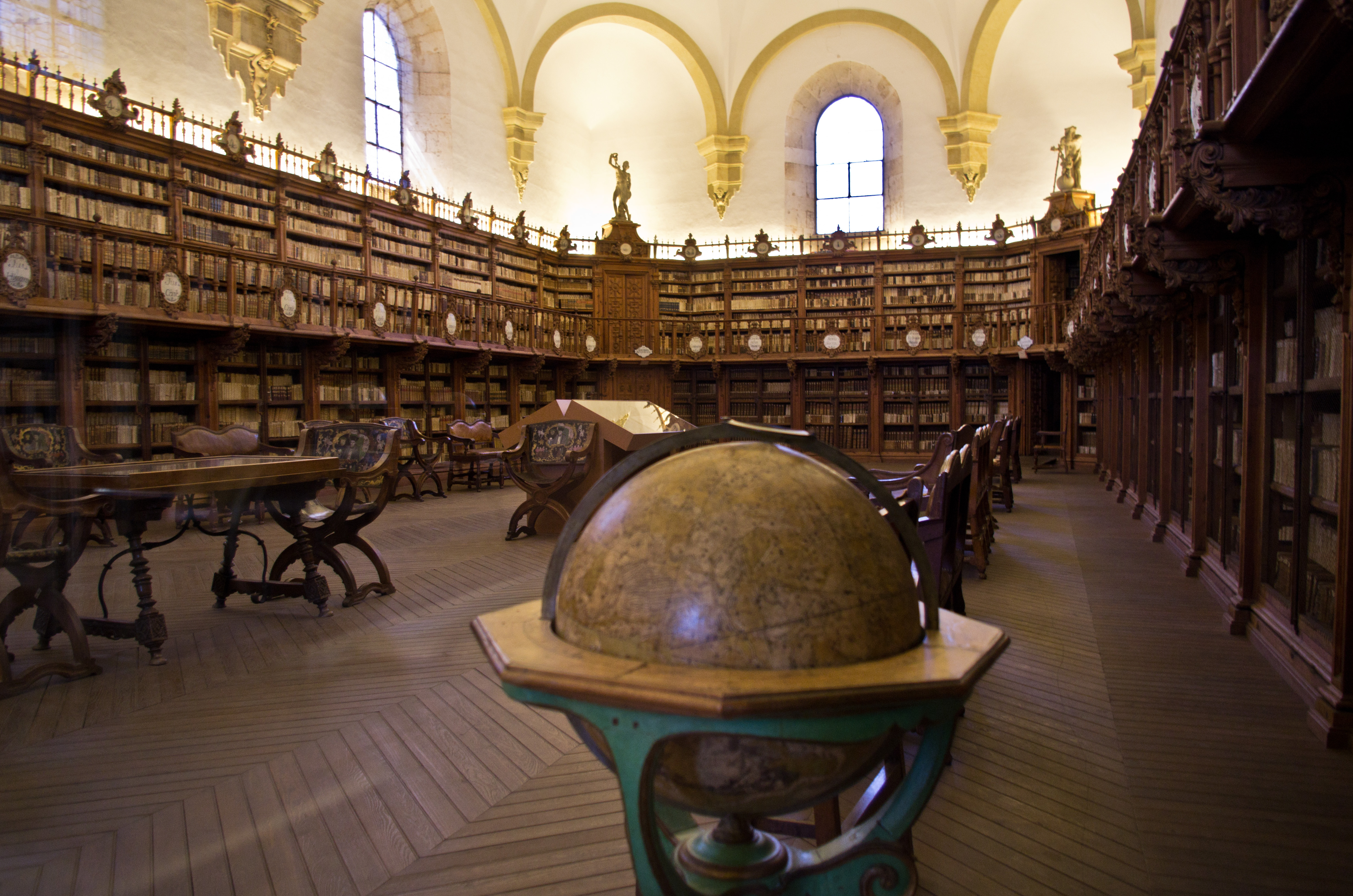
Bibliothèque de l'université de Salamanque

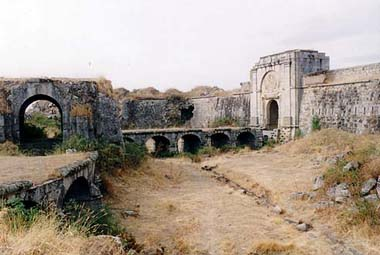
Fort royal de la Concepción

Il est né à Madrid mais est venu assez jeune à Salamanque, où il a probablement été formé par son oncle Joaquín de Churriguera mais a aussi été un adjoint de son autre oncle Alberto de Churriguera.
Entre 1728-1731, il a réalisé la chapelle de Nuestra Señora de los Dolores de la cathédrale de Salamanque avec son retable sculpté par l'atelier familial. En 1729, on le retrouve travaillant dans le couvent des carmélites déchaussées, et, en 1736-1737, au couvent des franciscaines déchaussées de Salamanque. Puis il dirige la construction du couvent de San Antonio el Real.
Il a travaillé avec son oncle sur la plaza Mayor de Salamanque et a commencé à réaliser les fondations de l'hôtel de ville mais des problèmes avec des propriétaires d'immeubles ont entraîné son licenciement en 1744 et le choix d'un nouveau projet proposé par Andrés García de Quiñones.
À partir de cette date, Manuel de Larra Churriguera et Andrés García de Quiñones se sont disputé les meilleures commandes. En 1745, il a obtenu le marché de construction d'une chapelle du couvent de San Andrés.
Il est intervenu pour terminer la construction de la nouvelle cathédrale de Salamanque, entre 1741 et 1751, et a fait les plans de la bibliothèque de l'Université de Salamanque, en 1749, mais la direction de la construction a été confiée à Andrés García de Quiñones.
Dans la même ville il a travaillé en 1756 sur l'église de Carmen de Abajo qui faisait partie du couvent San Andrés.
Il a également été responsable de la construction de bâtiments importants dans la province de Cáceres, avec la nouvelle église du monastère de Guadalupe, l'arc de la Estrella, l'accès à l'enceinte fortifiée de la Plaza de Cáceres, la reconstruction du Palais du Marquis de la Conquête en Trujillo. Il a aussi travaillé à Coria, avec le clocher-mur de l'église de Santiago et la tour de la cathédrale de Coria.
Il est intervenu à Alcántara pour des édifices dépendant de l'ordre d'Alcántara. C'est probablement pour cette raison qu'il se déclarait : Profesor en el Arte de la Arquitectura y Maestro Mayor de las Iglesias de la Orden de Alcántara por el Real Consejo de las Ordenes. Il est intervenu sur l'église de Santa María de Brozassur dans les premières années de 1720, sur l'église de Santa María de Almocóvar entre 1729 et 1742, sur la chapelle majeure (capilla mayor), sur le parvis, les retables et en reconstruisant la tour. Dès 1729 il a été attributaire du marché de reconstruction de la nef principale dont les travaux se sont terminés pour la plus grande partie en 1736. En 1751, le juge protecteur de l'Ordre et l'archiprêtre de Santa María a dénoncé Les ouvrages inachevés de Manuel de Larra Churriguera.
À partir de 1737, il a participé, avec Pedro Moreau, à la reconstruction du Fort royal de la Concepción (en), au nord de Fuentes de Oñoro, dans la municipalité de Aldea del Obispo (province de Salamanque). Ce fort avait été construit en 1663-1664 à la demande du duc d'Osuna. Il est, en particulier, l'auteur de la décoration de la porte principale.
Il a eu un fils, Mateo de Larra.